# Devět skal
Devět skal (deutsch Neunfelsen), mit 836 m ü. d. Meer der Gipfel von Žďárské vrchy (deutsch Saarer Berge), ist seit 1976 ein Naturdenkmal bei Moravské Křižánky – einem Ortsteil von Křižánky im okres Žďár nad Sázavou in Tschechien. Die geschützte Fläche des Naturdenkmals beträgt 3,33 ha; einschließlich des umliegenden Naturschutzgebietes 37,02 ha. Geschützt wird eine Gruppierung von neun Felsen aus Gneis.